# Pange, lingua, gloriosi proelium certaminis
Pange, lingua, gloriosi proelium certaminis (łac. Sław, języku, bój chwalebny) – łaciński hymn z VI wieku, powszechnie przypisywany chrześcijańskiemu poecie, św. Wenancjuszowi Fortunatowi, biskupowi Poitiers, opiewającemu mękę Chrystusa.
Autor utworu – Wenancjusz Fortunat, biskup Poitiers – ułożył go dla uczczenia cząstki drzewa Krzyża świętego, podarowanego w roku 569 królowej Radegundzie przez cesarza Justyna II.
Hymn ten zainspirował później Tomasza z Akwinu do napisania hymnu Pange, lingua, gloriosi corporis mysterium na uroczystość Bożego Ciała.

## Zastosowanie w liturgii katolickiej
Liturgia rzymska wykorzystuje ten hymn pod koniec okresu Wielkiego Postu, szczególnie w Wielkim Tygodniu.
W łacińskiej liturgii godzin hymnu tego używa się:
- w wersji przedsoborowej (Breviarium Romanum) w czasie okresu Męki Pańskiej, czyli od I Niedzieli Męki Pańskiej (dwa tygodnie przed Wielkanocą) do Wielkiej Środy włącznie[4]:
  - na jutrznię (matutinum) – pierwsza część od słów Pange lingua;
  - na laudesy (laudes) – druga część od słów Lustra sex qui[5];
- w wersji posoborowej (Liturgia Horarum) od Wielkiego Poniedziałku (opcjonalnie od poniedziałku V tygodnia Wielkiego Postu) do Wielkiego Piątku:
  - na Godzinę Czytań (Officium lectionis) – pierwsza część od słów Pange lingua;
  - na jutrznię (Laudes matutinae) – druga część od słów En acetum[6].

W wersji polskiej pierwszych sześć zwrotek jest śpiewanych (odmawianych) w ramach Liturgii Godzin podczas Godziny Czytań z Wielkiego Tygodnia od Niedzieli Palmowej do Wielkiego Piątku, a pozostałe strofy (zaczynając od siódmej) śpiewane są w te same dni podczas Jutrzni.
W liturgii łacińskiej (zarówno trydenckiej, jak i posoborowej) hymn jest też śpiewany na zakończenie improperiów podczas Adoracji Krzyża w czasie Wielkiego Piątku; zwrotki Crux fidelis używa się wtedy jako refrenu. Mszał polski przewiduje natomiast odśpiewanie tradycyjnej polskiej pieśni Krzyżu święty nade wszystko, będącą parafrazą hymnu.

## Tekst hymnu
| Tekst łaciński | Tekst polski |
| --- | --- |
| Pange, lingua, gloriósi Praélium certáminis, Et super Crucis trophaéo Dic triúmphum nóbilem, Quáliter Redémptor orbis Immolátus vícerit. De paréntis protoplásti Fraude factor cóndolens, Quando pomi noxiális Morte morsu córruit, Ipse lignum tunc notávit, Damna ligni ut sólveret. Vagit infans inter arcta cónditus praesépia: Membra pannis involúta virgo Mater ádligat, Et manus pedésque crura Stricta cingit fáscia. Lustris sex qui iam perácta tempus implens córporis, se volénte, natus ad hoc, passióni déditus, Agnus in crucis levátur immolándus stípite. En acétum, fel, arúndo, sputa, clavi, láncea: mite corpus perforátur, sanguis, unda prófluit terra, pontus, astra, mundus, quo lavántur flúmine! Crux fidélis, inter omnes Arbor una nóbilis: Nulla talem silva profert, Flore, fronde, gérmine. Dulce lignum, dulci clavo, Dulce pondus sústinet. Flecte ramos, arbor alta, tensa laxa víscera, et rigor lentéscat ille, quem dedit nativítas, ut supérni membra regis miti tendas stípite. Sola digna tu fuísti ferre sæcli prétium, atque portum præparáre nauta mundo náufrago, quem sacer cruor perúnxit, fusus Agni córpore. | Sław, języku, bój chwalebny, Dzieje walki niezrównanej, I opiewaj triumf krzyża Hymnem pełnym uwielbienia, Na nim bowiem Odkupiciel Był zabity, lecz zwyciężył. Gdy praojciec zbuntowany Wziął w swe usta zgubny owoc, Uległ śmierci w nim ukrytej; Wtedy Stwórca się zmiłował Wybierając nowe drzewo, By dawnego zniszczyć skutki. Płacze Dziecię położone Do ciasnego żłobu w stajni; Członki owinięte w płótno Czysta matka przewiązuje: Ręce, stopy oraz nogi Skrępowane pieluszkami. On, przeżywszy między nami Jako człowiek lat trzydzieści, Z własnej woli przyjął mękę; Wypełniając zbawcze dzieło Na krzyżowej zawisł belce Jak baranek przebłagalny. Oto znaki Bożej męki: Żółć, plwociny, trzcina, ocet, Gwoździe i żelazna włócznia, Która święty bok przebiła; Płyną z rany krew i woda, Aby obmyć wszechświat cały. Krzyżu wierny i szlachetny, Spośród wszystkich drzew wybrany, Żaden las nie zrodził drzewa Piękniejszego ponad ciebie; Słodkie belki, słodkie gwoździe, Co dźwigają ciężar słodki! Schyl gałęzie, drzewo wzniosłe, Ulżyj członkom tak napiętym; Niechże zmięknie pień twój twardy, Aby na nim ciało Zbawcy I najwyższej chwały Króla Nie doznało udręczenia! Tylko tyś jest godne przyjąć Na ramiona okup ziemi I ukazać port bezpieczny Dla tonących w wirach świata, Ciebie bowiem krew Baranka Uświęciła swą czerwienią. |

Inne tłumaczenie polskie hymnu:  Ignacy Hołowiński, Niech wawrzyn sławnego boju.

## Oddziaływanie na polską twórczość pieśniową
Zapożyczenia z hymnu Pange, lingua, gloriosi proelium certaminis znajdujemy w polskich średniowiecznych pieśniach pasyjnych:
1. Krzyżu święty nade wszystko – trzy początkowe strofy są tłumaczeniem hymnu Crux fidelis inter omnes (divisio hymnu Pange, lingua, gloriosi proelium certaminis).
2. Krzyżu święty i chwalebny – w pierwszej i drugiej strofie pieśni znajdują się zapożyczenia z ósmej i dziesiątej strofy hymnu, zaczynających się od słów: Crux fidelis inter omnes oraz Sola digna tu fuisti.

## Pange, lingua, gloriosi proelium certaminisw muzyce
Hymn został zaopatrzony w melodię gregoriańską w celu jego uroczystego odśpiewania w czasie liturgii Wielkiego Piątku czy w ramach Liturgii Godzin.
Pierwsza zwrotka tego hymnu została wykorzystana przez Gustava Holsta w jego kompozycji Hymn Jezusa (The Hymn of Jesus, H. 140, op. 37) na dwa chóry: dwugłosowy chór żeński (chłopięcy) i jednogłosowy chór męski (zgodnie z zapisaem w partyturze: „Kilka tenorów i barytonów w oddaleniu”) i orkiestrę symfoniczną. Powstawała ona w latach 1917–1919, po raz pierwszy została wykonana w roku 1920.
Pierwsza zwrotka hymnu Pange, lingua pojawia się w pierwszej części utworu Holsta (Prelude) wraz z melodią gregoriańską, śpiewany a cappella po pierwszej zwrotce hymnu Vexilla regis prodeunt, po czym następuje druga część utworu (Hymn), w której kompozytor wykorzystał przetłumaczone na język angielski fragmenty apokryficznych Dziejów Jana.

## Czytaj też
- Pange, lingua, gloriosi corporis mysterium
- Wielki Tydzień
- Improperia